# Papirus 8
Papirus 8 (według numeracji Gregory-Aland), oznaczany symbolem {\displaystyle {\mathfrak {P}}^{8},} α 8 (von Soden) – grecki rękopis Nowego Testamentu pisany na papirusie, w formie kodeksu. Paleograficznie datowany jest na IV wiek. Zawiera fragment Dziejów Apostolskich.

## Opis
Zachował się fragmenty kodeksu z tekstem Dziejów Apostolskich 4,31–37; 5,2–9; 6,1–6.8–15. Tekst pisany jest w dwie kolumny na stronę, 35 linijek w kolumnie.
Tekst grecki reprezentuje aleksandryjski typ tekstu, Kurt Aland zaklasyfikował go do kategorii II.
Rękopis znaleziono w Egipcie. A. Salonius opublikował tekst rękopisu w 1927 roku.
Rękopis przechowywany jest w Staatliche Museen zu Berlin (Inv. no. 8683) w Berlinie.